# روديمينتال
روديمينتال (بالإنجليزية: Rudimental)‏ هي فرقة درم آند بيس بريطانية ترشحوا لجائزة ميركوري في 2013  وفازوا بعدة جوائز من ضمنها جوائز بريت وجوائز موبو في فئة أفضل ألبوم.

## روابط خارجية
روديمينتال على موقع ميوزك برينز (الإنجليزية)
- روديمينتال على موقع أول ميوزيك (الإنجليزية)
- روديمينتال على موقع ديسكوغز (الإنجليزية)